# Samuel Dumoulin
Samuel Dumoulin (n. 20 de agosto, 1980 em Vénissieux) é um ciclista profissional francês que participa de competições de ciclismo de estrada.